# Persiapan Sori Tatanga
Persiapan Sori Tatanga is een bestuurslaag in het regentschap Dompu van de provincie West-Nusa Tenggara, Indonesië. Persiapan Sori Tatanga telt 2107 inwoners (volkstelling 2010).